# Viborgs station (1913)
Viborgs andra järnvägsstation i den ryska staden Viborg stod klar år 1913. Den förstördes nästan helt i Fortsättningskriget år 1941. Bara godskontoret står kvar i dag. Viborgs nuvarande station är från år 1953.
Arkitekt Herman Gesellius ritade stationen i nationalromantisk anda. Den fanns vid norra sidan av Stationstorget i stadsdelen Repola. Den påminde mycket om Helsingfors centralstation, som togs i bruk sex år tidigare och ritades av den gemensamma arkitektbyrå Gesellius hade tillsammans med Eliel Saarinen. Till exempel hade också stationen i Viborg samma höga valv i mitten av byggnaden och huvudingången var försedd med höga  pilastrar. Pilastrarna var försedda med skulpterade björnar. Stationen i Viborg var mycket modern och bland annat försedd med maskinell ventilation. 

## Historia
Den första stationen i Viborg blev klar samma år som Riihimäki–Sankt Petersburg-banan togs i bruk. När trafiken växte beslöt man vid sekelskiftet att bygga en helt ny modern station. Arkitekttävlingen vanns år 1901 av arkitekterna Eliel Saarinen och Herman Gesellius. Gesellius ansvarade för det slutliga förverkligandet och fick ritningarna färdiga år 1906. Byggnadsarbetet inleddes 1910 och stationen kunde tas i bruk den 10 juli 1913.
Den nya stationen hade tre huskroppar. En för administrationen, den egentliga stationen och godsstationen. Stationshallen, väntsalarna och restaurangerna fanns mellan spåren. Till den byggnaden ledde tre tunnlar. Biljettförsäljningen fanns i administrationsbyggnaden. Administrationsbyggnaden hade ett 20 meter högt valv försett med ett lika högt fönster och en centralklocka. På båda sidor om de massiva ekdörrarna fanns pilastrar. På pilastrarna fanns fyra björnar och två kvinnofigurer utförda av Eva Gyldén. Från administrations- och biljetthallen ledde två tunnlar till vänthallen mellan spåren. Till perrongen kom man också via en tredje tunnel som gick mellan administrationsbyggnaden och godsstationen. Caféerna och restaurangerna fanns i mitten av byggnaden och väntsalarna i gavlarna. Västgaveln reserverades för passagerare i I och II klass och den östra gaveln reserverades för passagerare i III klass.
Trafiken på Viborgs station var livlig. Persontrafiken var näst störst efter Helsingfors och godstrafiken var störst i Finland. Spåren förgrenades i fem riktningar. Mot norr gick den så kallade Karelenbanan eller Viborg–Joensuu-banan, som gick genom Sordavala till Joensuu, österut gick Liimatta–Valkjärvi-banan och mot söder gick Uuras-banan till Björkö, Karelska näset. Genom staden gick också banan till Systerbäck och vidare till Sankt Petersburg.
Stationen förstördes nästan totalt i fortsättningskriget i augusti 1941. De sovjetiska soldaterna drog sig ur staden och sprängde stationen . Efter sprängningarna stod bara en vägg av väntsalen och godskontoret kvar. Godskontoret används ännu. Också de gamla tunnlarna användes när den nya stationen byggdes på 1950-talet.

## Bilder

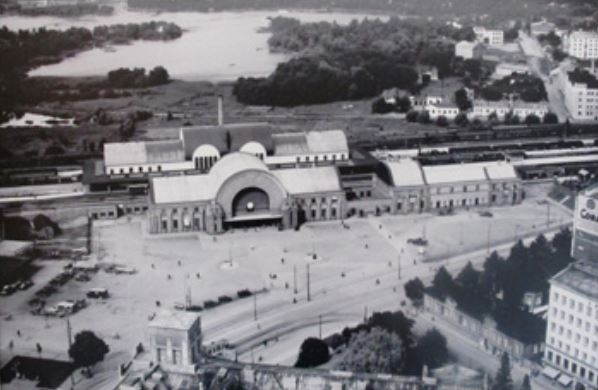
Stationshallen (från baksidan), administrationsbyggnaden (i förgrunden till vänster) och godsstationen (höger).
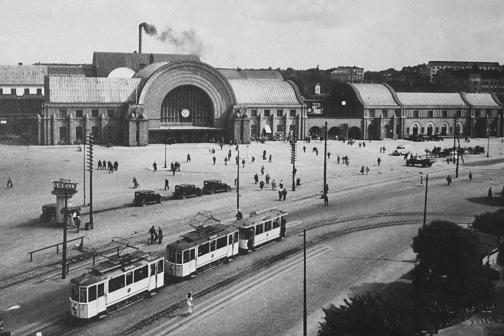
Stationstorget med spårvagnar på 1930-talet.
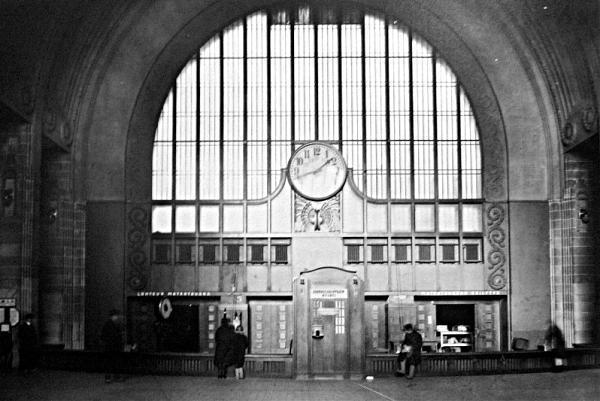
Administrationsbyggnaden och biljettförsäljningen.
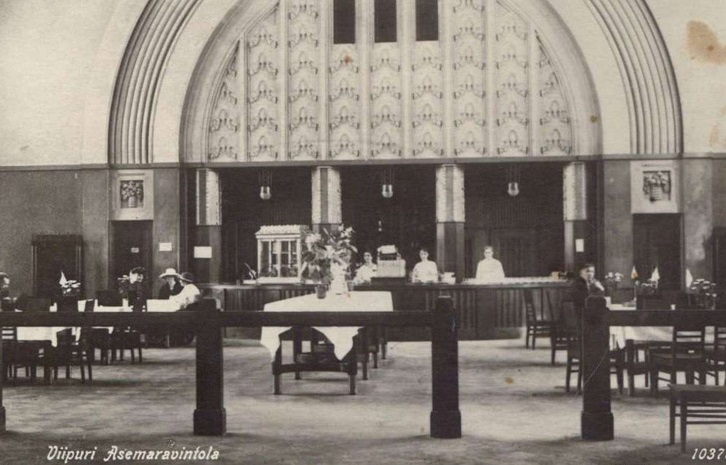
Stationsrestaurangen.
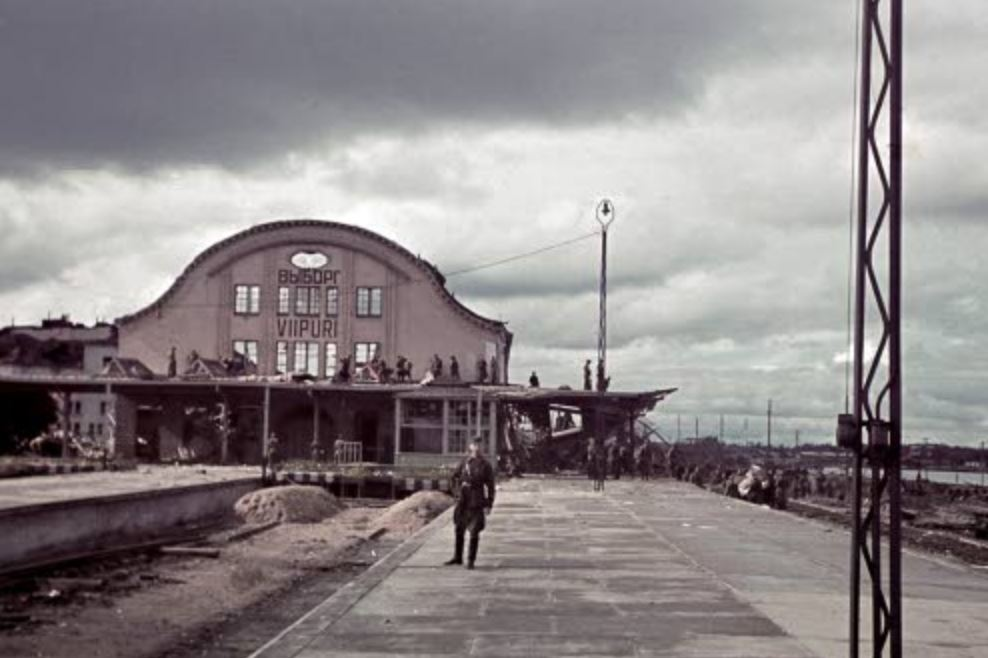
Den sprängda stationen 1941.
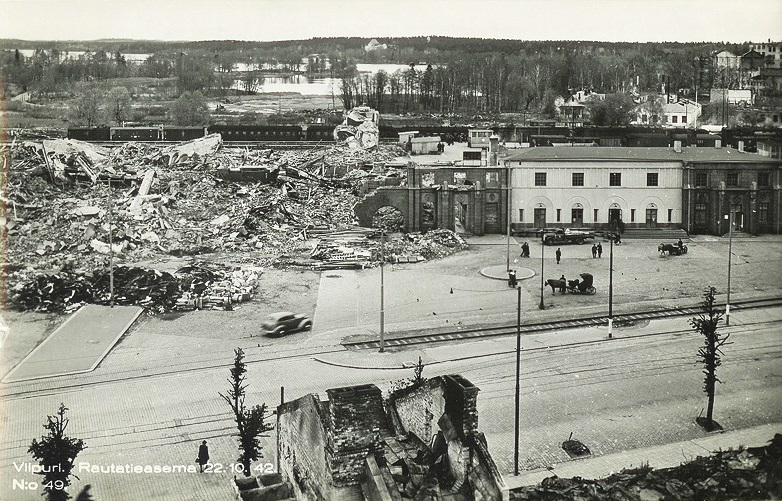
Ruinerna hösten 1942.
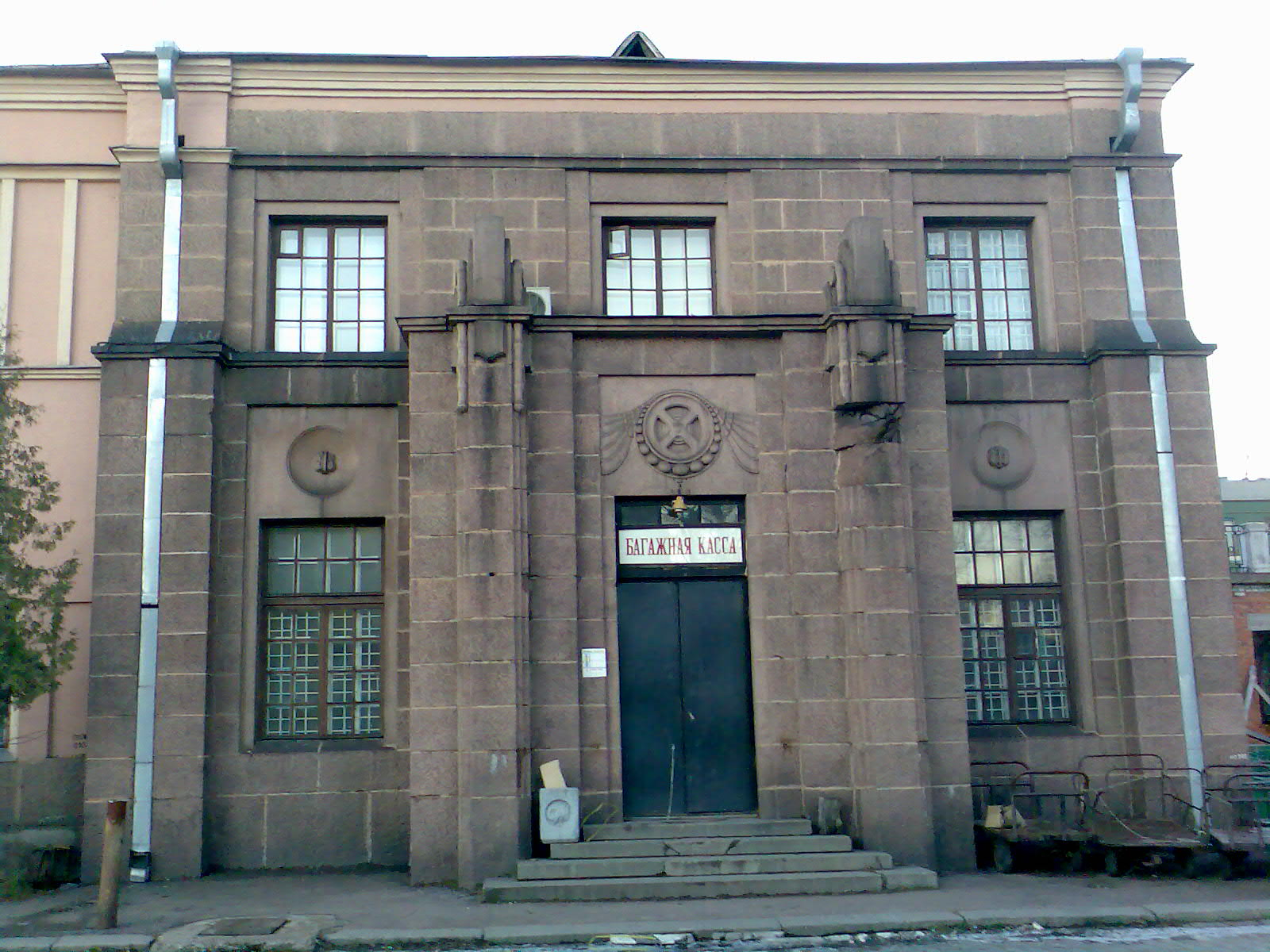
Den bevarade godsstationen.

## Övrigt
- OM Viborgs station på YLEs sidor  12.12.2015
- Wikimedia Commons har media som rör Viborgs station (1913).